# Min onkel fra Amerika
Min onkel fra Amerika er en fransk film fra 1980, der er instrueret af Alain Resnais.

## Synopsis
Jean (Roger Pierre), Janine (Nicole Garcia) og René (Gérard Depardieu) er tre ganske almindelige mennesker, hvis livsforløb ofte sætter dem i konflikter, der udløser aggressiv adfærd.
Deres liv og opførsel sættes i relief gennem adfærdsforskeren Henri Laborit, hvis rotteforsøg vises parallelt med fortællingen.

## Medvirkende
- Gérard Depardieu – René Ragueneau
- Nicole Garcia – Janine Garnier
- Roger Pierre – Jean Le Gall
- Nelly Borgeaud – Arlette Le Gall
- Pierre Arditi – Zambeaux, repræsentant for hovedkontoret i Paris
- Gérard Darrieu – Léon Veestrate
- Philippe Laudenbach – Michel Aubert
- Marie Dubois – Thérèse Ragueneau
- Henri Laborit – Sig selv
- Bernard Malaterre – Jean's far
- Laurence Roy – Jean's mor
- Alexandre Rignault – Jean's bedstefar
- Véronique Silver – Janine's mor
- Jean Lescot – Janine's far
- Geneviève Mnich – René's mor